# Монтсеррат

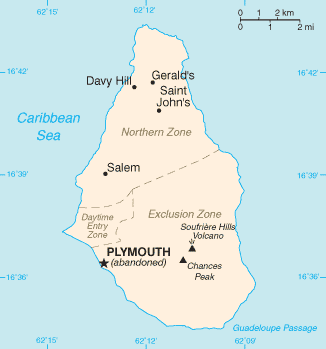
Мапа Монтсеррату

Монтсерра́т (англ. Montserrat, МФА: [mɒntsəˈræt]) — володіння Великої Британії в Карибському морі. Входить до архіпелагу Малі Антильські острови. Площа території — 104 км². Адміністративним центром є місто Плімут (3500 мешканців). За конституцією 1960 року, Монтсерратом керує губернатор, якого призначає король Великої Британії.

## Географія
- Географія Монтсеррату
- Річки острова Монтсеррат

Монтсеррат є невеличким за площею острівцем вулканічного походження. Омивається водами Карибського моря та межує з Антигуа й Барбуда і Гваделупою. За формою він схожий на острів Шрі-Ланка і має: завдовжки 16 км, завширшки 11 км.
Берегова лінія острова становить близько 40 км і сформована вулканічними напливами, тож при взаємодії з карибськими хвилями утворилися кам'янисті кручі у висоту 10—15 метрів. Піщані лагуни рідкісні, утворені в пониззі та річищах невеличких річок. Річки острова невеличкі, вони витікають із верхів'їв гір та вулканічних ущелин, додатково живляться потоками тропічних лісів й стрімко впадають до моря. Унаслідок природного різкого перепаду висот формуються стрімкі перекати та водоспади, а також глибокі ущелини.
Монтсеррат вважається гірським островом (попри те, що найбільша висота — 915 метрів над рівнем моря), оскільки він сформований унаслідок вулканічної активності. Відтак, піки вулканів у Антильському архіпелазі, що вийшли над поверхнею води стали повноцінними географічними об'єктами. Загалом, на острові налічується 9 вулканічних кратерів, які знаходяться на трьох гірських масивах: на півночі гора Сілвер Гілл (найбільша висота 392 м), у центрі Центр Гілл (Centre Hills (найбільша висота 747 м), а на півдні найбільша й найвища гірська гряда Суфрієр (Soufrière; найбільша висота 915 м). Низинною частиною острова вважається його узбережжя, яке лише в деяких місцях має широту понад 500 м.

## Історія
Острів був відкритий Христофором Колумбом у 1493 році й названий ним на честь монастиря Санта Марія де Монсеррат, розташованого в Каталонії. Перше поселення було засноване в 1632 році, яке було назване Плімут — на честь відомого англійського однойменного міста. У XVII—XVIII століттях Англія і Франція вели боротьбу за володіння островом. У 1871—1958 роках Монтсеррат увійшов до складу Британських Підвітряних островів, а в 1958—1962 роках — до складу Вест-Індської федерації. Монтсеррат є членом Організація Східнокарибських держав та Регіональної системи безпеки.
У новітній історії світ дізнався про острів внаслідок природної катастрофи, в червні 1995 року відбулася серія потужних вивержень вулкану Суфрієр-Гіллз, унаслідок яких лава і попіл вкрили великий простір на півдні Монтсеррату, в тому числі й Плімут. Стало очевидно, що місто, населення якого на той час налічувало близько 4000 осіб, перебуває в небезпеці. 21 серпня 1995 року попіл почав укривати Плімут, і в грудні мешканців було евакуйовано. За кілька місяців їм було дозволено повернутися, але вже 25 червня 1997 року внаслідок потужного виверження загинуло 19 людей, пірокластичний матеріал майже досяг аеропорту. Плімут було знову евакуйовано. 4—8 серпня ще кілька вивержень зруйнували близько 80 % міста, поховавши його під шаром попелу завтовшки 1,4 м.
Вивержений вулканом пірокластичний матеріал мав високу в'язкість, тому, аби його зчистити потрібні були вибухівка, бульдозери, та інші ресурси, досить дорогі для повсюдного використання на розкопках. Місто було полишене, а південна частина острова була оголошена закритим районом. Понад дві третини населення залишило острів.
Керівництво Монтсеррату перемістилося до Брейдса, але Плімут досі, де-юре, залишається адміністративним центром.
З того часу іноді вулкан проявляє свою активність (востаннє у 2010 році).

## Адміністративний устрій
- Адміністративний поділ Монтсеррату
- Державний лад Монтсеррату

Адміністративний поділ острова Монтсеррат.

Позаяк Монтсеррат є заморською територією англійської корони, на ньому послуговуються англійськими територіальними розподілами. За часів колонізації відчутний вплив та прив'язка були до релігійних інституцій, тож на острові затвердилися такі адміністративні поділи: губернаторство → парохія → поселення.

### Парохії Монтсеррату
Загалом Монтсеррат розділений на 3 парохії:
- Сент-Пітер (Saint Peter Parish) → 2369 осіб (станом на 2011 рік[1]);
- Парафія Святого Антонія → 1666 осіб (станом на 2011 рік[1]);
- Сент-Джорджес (Saint Georges Parish) → 887 осіб (станом на 2011 рік[1]).

### Поселення Монтсеррату
До середини XX століття населення острова зростало, утворювалися все нові поселення, але наприкінці століття, внаслідок кількох природних катаклізмів (урагану 1985 року та виверження вулкану 1995—1997 років) більшість мешканців змушені залишити свої обжиті місцини й переселитися на інші карибські острови. Решта мешканців переселилася до безпечнішої частини острова, а саме північної. Відтак на острові налічується до 60 поселень (значна частина з яких полишена).
З обжитих поселень залишилися:
- Лук-Аут (Look Out);
- Бредіс (Brades/Shinnlands);
- Сент-Пітерс (St. Peter's);
- Деві Гілл Норт (Davy Hill North);
- Олвестон (Olveston);
- Вудлендс (Woodlands);
- Джуді-Піс (Judy Piece);
- Бейкер-Гілл (Baker Hill);
- Сент-Джонс або ж Монго Гілл (St. John's/Mongo Hill);
- Деві-Гілл Саус (Davy Hill South);
- Сент-Джонс Норт (St. Johns North);
- Салем Вест (Salem West);
- Джеральдс (Geralds);
- Фріз (Friths/Flemmings);
- Салем Іст (Salem East);
- Барзейс (Barzeys);
- Драмондс (Drummonds);
- Куджо Гед (Cudjoe Head);
- Ніксонс або ж Бенкс (Nixons/Banks);
- Олд Таун (Old Towne);
- Геппі Гілл (Happy Hill);
- Іслс Бей (Isles Bay)

## Демографія
Унаслідок активності вулкану Суфрієр-Гіллз значну частину мешканців острова було евакуйовано.
Народжуваність (на 1000 осіб) — 14,3. Смертність (на 1000 осіб) — 9,9.
За віком (2003):
- 0—14 років: 23,4 % (чол. 1062; жін. 1041);
- 15—64 років: 65,3 % (чол. 2805; жін. 3066);
- 65 років і вище: 11,4 % (чол. 537; жін. 484).

Приріст населення: 4,5 % (2003).
Релігія: англіканці, методисти, католики, п'ятдесятники, адвентисти та ін.
Мова: англійська.
Грошова одиниця — східнокарибський долар.

## Відомі уродженці
- Метью Шиль — британський письменник.